# توبوليف تو-91
توبوليف تو-91 (لقب تعريف الناتو: بووت "Boot") هي طائرة هجومية سوفيتية للهحوم البحري، صنع منها نموذج تجريبي واحد، بعد وفاة جوزيف ستالين في عام 1953 ألغيت حاملات الطائرات التي يجري تصميمها.

## التطوير والتصميم
بعد نهاية الحرب العالمية الثانية، أمر ستالين بتوسع بحري قوي لمواجهة التفوق البحري الأمريكي. ودعا لبناء سفن حربية اضافية واسطول من حاملات الطائرات. من أجل تجهيز الناقلات المقترحة، طلب الطيران البحري السوفيتي طائرة حربية طويلة المدى قائمة على الناقل، قادرة على الهجوم بالقنابل أو الطوربيدات. قرر مكتب تصميم توبوليف تصميم طائرة ذات محرك توربيني أحادي المحرك، تم تعيينها من طراز Tu-91 لتلبية هذا المطلب.
كان طراز توبوليف 91 - طائرة أحادية السطح منخفضة الجناحين، بها أجنحة ثنائية السطوح. وكان مدعوم من قبل TV-2 كوزنيتسوف ‏ محرك المركبة منتصف جسم الطائرة، ويقود المروحة ذات الست شفرات الدوارة في الأنف عبر عمود طويل. يجلس طاقم من اثنين جنبا إلى جنب في قمرة القيادة في على مستوى أنف الطائرة، محمي بواسطة الدروع المطلية. يمكن أن تحمل حمولة ثقيلة من الطوربيدات أو القنابل على أبراج تحت جسم الطائرة وتحت الأجنحة، وسلاحًا مدفعًا من مدفعين في جذور الجناح واثنين آخرين في برج ذيل يتم التحكم فيه عن بُعد. 
بعد وفاة ستالين في عام 1953، تم إلغاء أسطول الناقلات المخطط له، ولكن استمر تطوير طراز توبوليف 91 كطائرة برية، ويجري مراجعة التصميم للقضاء على معدات الطي والكبح . طارت لأول مرة في 17 مايو 1955،  مما يدل على الأداء الممتاز، مما أدى إلى إذن الإنتاج. ومع ذلك، بعد أن سخر نيكيتا خروتشوف من الطائرة عند فحص النموذج الأولي، تم إلغاء طراز توبوليف 91. 

## المواصفات
الطاقم: 2 (الطيار والمراقب)
الطول: 17.7 م (58 قدم 1 بوصة)
طول الجناح: 16.4 متر (53 قدم 10 بوصة)
الارتفاع: 5.06 م (16 قدم 7 بوصة)
الوزن الفارغ: 8,000 كغ (17,637 رطل)
أقصى وزن للإقلاع: 14,400 كغ (31747 رطل)
المحرك: 1 × محرك Kuznetsov TV-2M ، محرك توربيني 5,709 كيلو وات (7,656 حصان)
المراوح: مراوح دوارة ذات 6 شفرات

### الأداء
السرعة القصوى: 800 كم / ساعة (500 ميل في الساعة، 430 قدم)
سرعة الرحلة: 250–300 كم / ساعة (160–190 ميل في الساعة، 130–160 قدم)
المدى: 2350 كم (1460 ميل، 1270 ميل بحري)
سقف الخدمة: 11000 م (36000 قدم)

### التسلح
المدافع:
- مدفع NR-23 2 × 23 مم (0.906 بوصة) مع 100 طلقة في جذور الجناح
- مدفع NR-23 2 × 23 مم (0.906 بوصة) في DK-15 شريط ذيل التحكم عن بعد

القنابل:
- ما يصل إلى 1500 كغ (3,306.9 رطل) من القنابل أو الصواريخ أو طوربيد واحد

## قائمة المراجع
- Duffy، Paul؛ Kandalov, Andrei (1996). Tupolev: The Man and His Aircraft. Shrewsbury, UK: Airlife. ISBN:1-85310-728-X. {{استشهاد بكتاب}}: الوسيط غير المعروف |last-author-amp= تم تجاهله يقترح استخدام |name-list-style= (مساعدة)
- Gordon، Yefim؛ Rigamant, Vladimir (2005). OKB Tupolev: A History of the Design Bureau and its Aircraft. Hinckley, England: Midland Publishing. ISBN:1-85780-214-4. {{استشهاد بكتاب}}: الوسيط غير المعروف |last-author-amp= تم تجاهله يقترح استخدام |name-list-style= (مساعدة)
- Gunston، Bill (1995a). Tupolev Aircraft since 1922. Annapolis, Maryland: Naval Institute Press. ISBN:1-55750-882-8.
- Gunston، Bill (1995b). The Osprey Encyclopedia of Russian Aircraft 1875–1995. London: Osprey. ISBN:1-85532-405-9.